# Mary Texas Hurt Garner
Mary Texas Hurt Garner (* 3. Oktober 1928 in Scottsboro, Alabama; † 1. Juli 1997 ebenda) war eine US-amerikanische Politikerin (Demokratische Partei), die im Bundesstaat Alabama mehrere Verfassungsämter bekleidete.

## Leben
Mary Texas Hurt wurde am 3. Oktober 1928 in Scottsboro, dem Hauptort des Jackson County, als Tochter von Frank und Allie Hurt geboren. Sie besuchte die Schulen im Jackson County und danach die George Washington University in Washington, D.C., an der sie 1949 den Bachelor of Arts und 1952 den Bachelor of Laws erwarb. An der Universität gehörte sie den Studierendenverbindungen Phi Mu und Kappa Beta Pi an. Nach ihrer Aufnahme in die Rechtsanwaltskammer von Alabama war sie in diesem Beruf ein Jahr lang in Scottsboro tätig, ehe sie für das Büro des Attorney General von Alabama zu arbeiten begann.
Diese Tätigkeit ließ sie ruhen, um sich 1954 erstmals um ein politisches Amt zu bemühen. Sie gewann die Wahl zur Secretary of State von Alabama und hatte diese Funktion von 1955 bis 1959 inne. Danach wechselte sie auf den Posten des State Auditor von Alabama, was sie von 1959 bis 1963 blieb. Schließlich wurde sie zur State Treasurer von Alabama gewählt. Dieses Amt übte sie von 1963 bis 1967 aus, ehe sie sich aus der Politik zurückzog.
Seit 1956 war sie mit William Garner verheiratet, mit dem sie eine Tochter und einen Sohn hatte. Mary Garner starb am 1. Juli 1997 in ihrer Heimatstadt Scottsboro und wurde auf dem dortigen Cedar Hill Cemetery beigesetzt.